# Devontae Shuler
Devontae Shuler (Irmo, Carolina del Sur; 9 de febrero de 1998) es un baloncestista estadounidense que pertenece a la plantilla de los San Diego Clippers de la G League. Con 1,88 metros de estatura, juega en la posición de escolta.

## Trayectoria deportiva

### Universidad
Jugó cuatro temporadas con los Rebels de la Universidad de Misisipi, en las que promedió 10,6 puntos, 3,6 rebotes, 2,7 asistencias y 1,2 robos de balón por partido. En su última temporada promedió 15,3 puntos y 3,3 asistencias, lo que le hizo acreedor según los entrenadores de un puesto en el mejor quinteto de la Southeastern Conference. Fue galardonado además con el Trofeo Howell al mejor jugador del estado de Misisipi.

#### Estadísticas
| Año     | Equipo   | PJ  | PT | MPP  | %TC  | %3P  | %TL  | RPP | APP | ROB | TPP | PPP  |
| ------- | -------- | --- | -- | ---- | ---- | ---- | ---- | --- | --- | --- | --- | ---- |
| 2017–18 | Ole Miss | 32  | 9  | 18.8 | .352 | .259 | .750 | 2.7 | 1.1 | 1.0 | .1  | 6.0  |
| 2018–19 | Ole Miss | 33  | 31 | 32.2 | .458 | .402 | .823 | 4.2 | 3.0 | 1.7 | .2  | 10.3 |
| 2019–20 | Ole Miss | 32  | 32 | 33.1 | .423 | .355 | .626 | 4.5 | 3.3 | 1.7 | .3  | 11.7 |
| 2020–21 | Ole Miss | 27  | 27 | 32.8 | .409 | .340 | .766 | 3.0 | 3.3 | 1.6 | .1  | 15.3 |
| Total   | Total    | 124 | 99 | 29.1 | .413 | .340 | .725 | 3.6 | 2.7 | 1.5 | .2  | 10.6 |

### Profesional
Tras no ser elegido en el Draft de la NBA de 2021, disputó las Ligas de Verano de la NBA con los Dallas Mavericks. El 15 de octubre firmó con los Washington Wizards, pero fue despedido al día siguiente. Días después se incorporó a los Capital City Go-Go como jugador afiliado. Fue despedido el 29 de diciembre de 2022.
El 14 de enero de 2023 fichó por los Fort Wayne Mad Ants, pero fue despedido el 8 de febrero tras jugar solo seis partidos. Solo cinco días después fue adquirido por los Cleveland Charge,  con los que acabó la temporada promediando 9,0 puntos y 1,7 rebotes por partido.
El 21 de octubre de 2024 fichó por los Cleveland Cavaliers, pero fue despedido el mismo día, y una semana más tarde se reincirporó a los Charge.
El 1 de octubre de 2024 firmó con el Filou Oostende de la BNXT League. Allí primedió 7,3 puntos y 1,9 asistencias en los 20 partidos que disputó.
El 7 de marzo de 2025 sus derechos fueron adquiridos por los San Diego Clippers, con quienes fichó cuatro días más tarde.